# Johannes Limberg
Johannes Limberg (* um 1650 in Rhoden; † 23. oder 24. Oktober 1714 in Eisenach) war ein deutscher Geistlicher und Verfasser von Reiseliteratur. Sein 1709 erschienenes Werk Das im Jahr 1708 lebende und schwebende Eisenach ist der wahrscheinlich älteste Reiseführer für die thüringische Stadt Eisenach.

## Leben und Wirken
Über Kindheit und Jugend des Johannes Limberg ist wenig überliefert. Er wurde um 1650 in Rhoden, dem heutigen Diemelstadt, in der Grafschaft Waldeck geboren, über seine Herkunft ist nichts bekannt. Zwischen 1667 und 1672 studierte er zunächst an der Dominikanerschule in Marburg, später in Erfurt. Nach einem Aufenthalt in Italien 1672 studierte er von 1673 bis 1675 in Wien. Danach war er in Ländern wie Italien, Spanien, Portugal, Frankreich und England in verschiedenen Berufen tätig, unter anderem als Soldat, Lehrer und Geistlicher. 1684 wurde Limberg Präsident des Minoritenklosters zu Bruck an der Mur. 1689 konvertierte er in Leipzig zum Protestantismus und arbeitete danach als Pfarrer. Nach einer erneuten Konversion lebte er einige Zeit in einem Franziskanerorden in Köln. Nachdem er 1705 das erste Mal in Eisenach war, konvertierte er 1707 erneut zum Protestantismus und wurde Waisenhausinspektor der Stadt. Limberg starb am 23. oder 24. Oktober 1714 und wurde am 26. Oktober 1714 beigesetzt.
Sein erstes Werk erschien 1690 unter dem Titel Denkwürdige Reisebeschreibung durch Teutschland, Italien, Spanien, Portugall, Engeland, Frankreich und Schweitz etc. in Leipzig. Darin verband Limberg die Beschreibung seiner Reisen mit autobiografischen Elementen. Das Buch war von starkem deutschen Patriotismus gekennzeichnet und enthielt zahlreiche kunsthistorisch wichtige Notizen. Sein zweites Werk Das im Jahr 1708 lebende und schwebende Eisenach veröffentlichte er erstmals 1709 in Stralsund unter dem Pseudonym Johanne von Bergenelsen, 1712 erschien es auch in Eisenach. Das Werk gilt als der wohl älteste Reiseführer für die Stadt Eisenach.